# Michael Evans (voetballer)
Michael Evans (Venlo, 21 juli 1976) is een voormalig Nederlands voetballer. Hij is de zoon van een in Duitsland gelegerde Amerikaanse militair en een Nederlandse moeder.
Als speler van amateurclub Venlosche Boys maakte Evans de overstap naar VVV waar hij op 19 augustus 1995 in het eerste elftal debuteerde in een met 0-1 verloren thuiswedstrijd bij RBC. Na zes seizoenen verliet hij de club. In 2001 liep hij drie weken stage bij Bradford City AFC, maar kreeg daar geen contract. Daarop vertrok hij naar York City FC, waar hij twee wedstrijden uitkwam in de hoofdmacht. Hij had daar een contract voor slechts één maand. Daarna verdween hij in de luwte en ging spelen voor amateurclubs als De Treffers en RKSV Schijndel.
Evans combineerde het spelen bij De Treffers nog wel even met een baan als technisch manager bij zijn eerste werkgever, maar na twee jaar werd dit contract ontbonden.

## Cluboverzicht
| Seizoen         | Club            | Competitie      | Competitie | Competitie | Beker | Beker | Nacompetitie | Nacompetitie | Totaal | Totaal |
| Seizoen         | Club            | Competitie      | Wed.       | Dlp.       | Wed.  | Dlp.  | Wed.         | Dlp.         | Wed.   | Dlp.   |
| --------------- | --------------- | --------------- | ---------- | ---------- | ----- | ----- | ------------ | ------------ | ------ | ------ |
| 1995/96         | VVV             | Eerste divisie  | 22         | 9          | 6     | 1     | 6            | 1            | 34     | 11     |
| 1996/97         | VVV             | Eerste divisie  | 28         | 3          | 4     | 1     | 5            | 2            | 37     | 6      |
| 1997/98         | VVV             | Eerste divisie  | 24         | 5          | 3     | 1     | —            | —            | 27     | 6      |
| 1998/99         | VVV             | Eerste divisie  | 23         | 3          | 2     | 1     | —            | —            | 25     | 4      |
| 1999/00         | VVV             | Eerste divisie  | 30         | 4          | 3     | 1     | —            | —            | 33     | 5      |
| 2000/01         | VVV             | Eerste divisie  | 32         | 6          | 4     | 0     | —            | —            | 36     | 6      |
| 2001/02         | York City       | Third Division  | 2          | 0          | 0     | 0     | —            | —            | 2      | 0      |
| Carrière totaal | Carrière totaal | Carrière totaal | 161        | 30         | 22    | 5     | 11           | 3            | 194    | 38     |